# Rocky Point Holiday (Nelson)
Rocky Point Holiday is een compositie voor harmonieorkest van de Amerikaanse componist Ron Nelson uit 1966. Het werk is geschreven in opdracht van Frank Bencriscutto, dirigent van de harmonieorkesten van de Universiteit van Minnesota in Minneapolis. Voor een tournee door Rusland in 1969 en wilde het orkest een typisch Amerikaans werk hebben. Het is het eerste grote werk voor harmonieorkest van de componist.
De première van het werk werd verzorgd door het opdrachtgevende orkest van 9 februari 1967 op de Universiteit van Michigan, Ann Arbor, Michigan.
Het werk is op cd opgenomen door de Dallas Wind Symphony onder leiding van Jerry F. Junkin.